# 小鱗狼綿鳚
小鱗狼綿鳚，為輻鰭魚綱鱸形目绵鳚亞目绵鳚科的其中一種，分布於西北太平洋區的鄂霍次克海海域，屬底棲性魚類，棲息深度在水深100至396公尺，體長可達34.5公分。

## 扩展阅读
維基物種上的相關：小鱗狼綿鳚